# Kościół św. Józefa Oblubieńca w Bolesławowie
Kościół pw. św. Józefa Oblubieńca w Bolesławowie – świątynia pełniąca rolę Diecezjalnego Sanktuarium św. Józefa opiekuna Rodzin i kościoła parafialnego w Bolesławowie, w gminie Stronie Śląskie, w diecezji świdnickiej

## Historia
Kościół został wzniesiony w roku 1672 w miejscu poprzedniej świątyni pochodzącej z 1598 roku. W latach 1672–1675 budowla została gruntownie przebudowana w stylu barokowym. W 1775 roku przedłużono przednią część kościoła, a w 1823 roku drewniany strop zastąpiono sklepieniem. W 1846 roku na wieży zainstalowano zegar, pochodzący z kościoła w Lądku-Zdroju. Świątynia była restaurowana na początku XIX w. i remontowana w 1968 oraz 1974 roku.
Decyzją wojewódzkiego konserwatora zabytków z dnia 5 maja 1961 roku obiekt został wpisany do rejestru zabytków.

## Architektura
Kościół jest jednonawową, orientowaną budowlą barokową, wzniesioną z kamienia i cegły, z wydzielonym prezbiterium zakończonym trójbocznie i oskarpowanym. Posiada chór muzyczny. Nad prezbiterium wzniesiona jest wieża przechodząca w ośmiobok i nakryta cebulastym hełmem z prześwitem oraz latarnią. We wnętrzu nakrytym płaskim drewnianym stropem zachowały się dwa barokowe ołtarze. Ołtarz główny pochodzący z roku 1710 przedstawia św. Józefa z Dzieciątkiem, ołtarz boczny z roku 1740 jest dziełem Michała Klahra. Poza tym w świątyni znajdują się figury świętych oraz kolejne obrazy stacji Drogi Krzyżowej z XIX wieku. Przy kościele znajduje się kaplica cmentarna z drugiej połowy XVIII wieku.

## Galeria

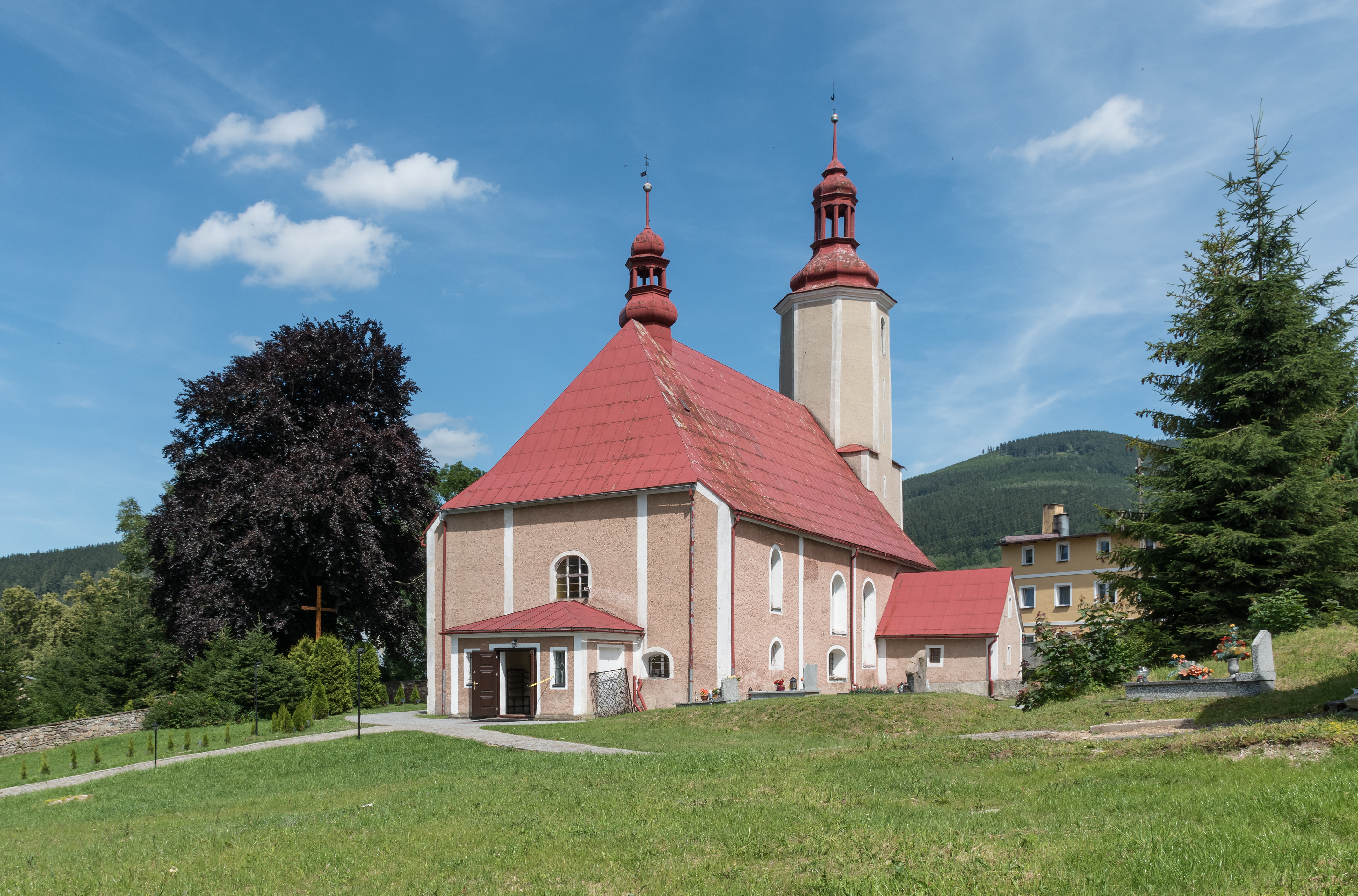
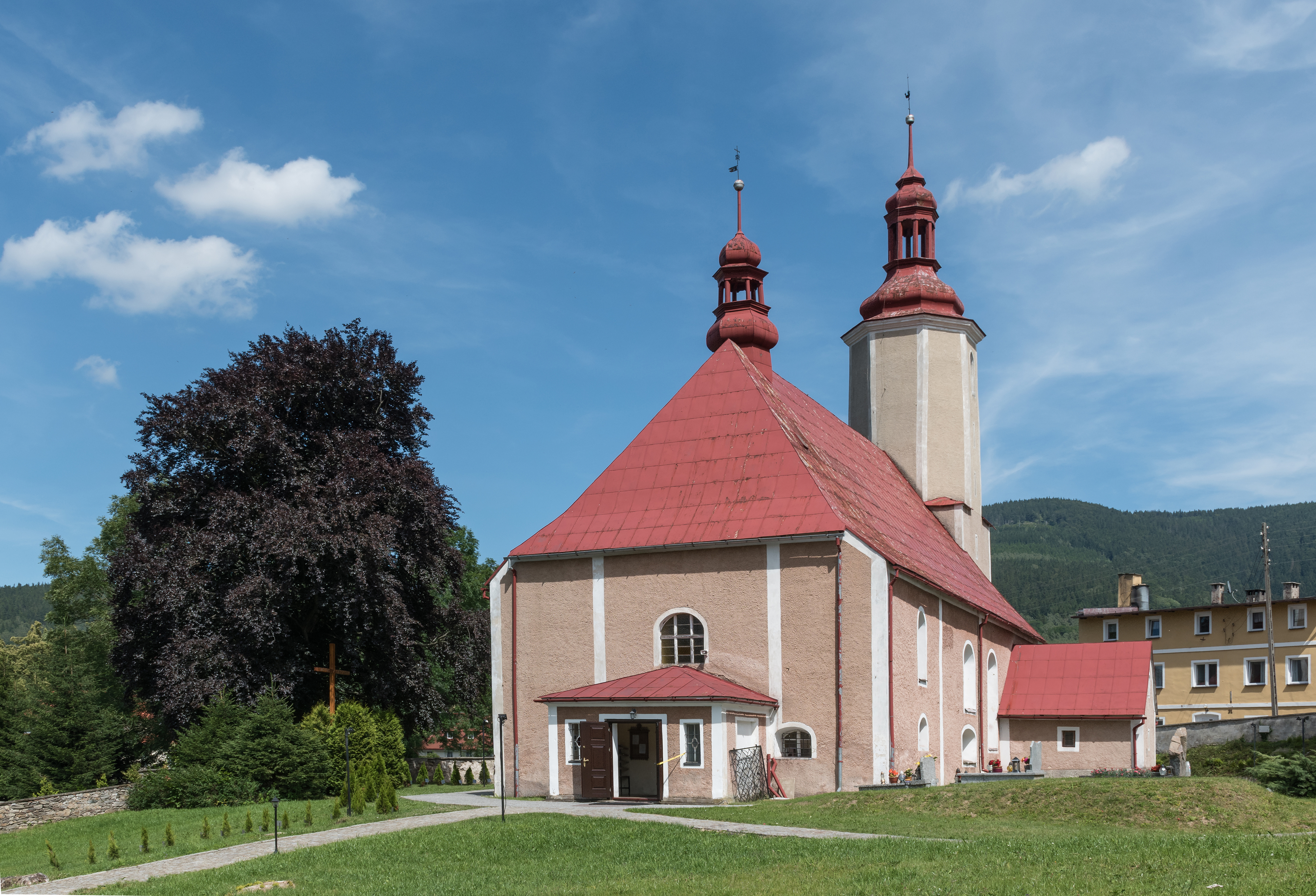
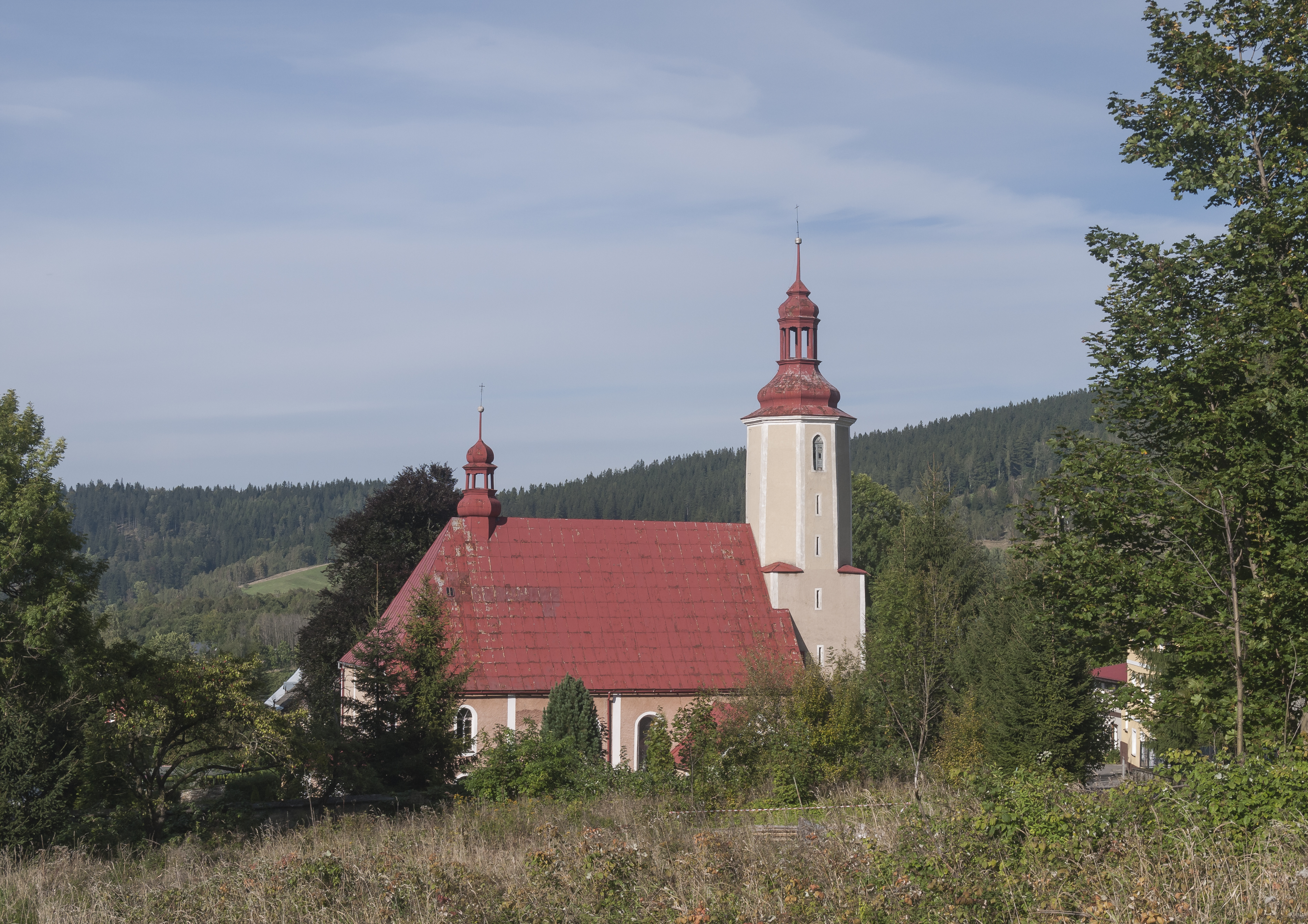
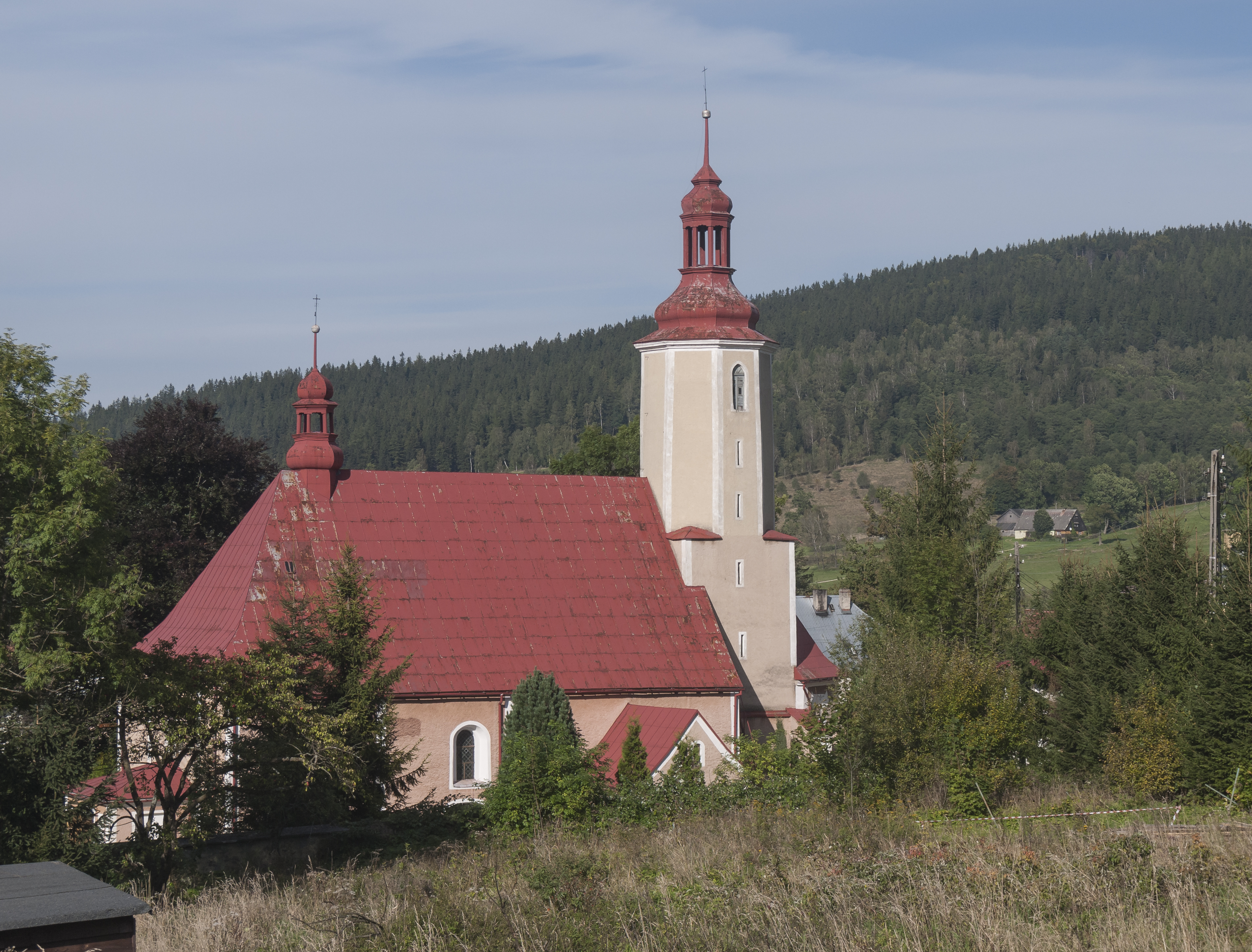
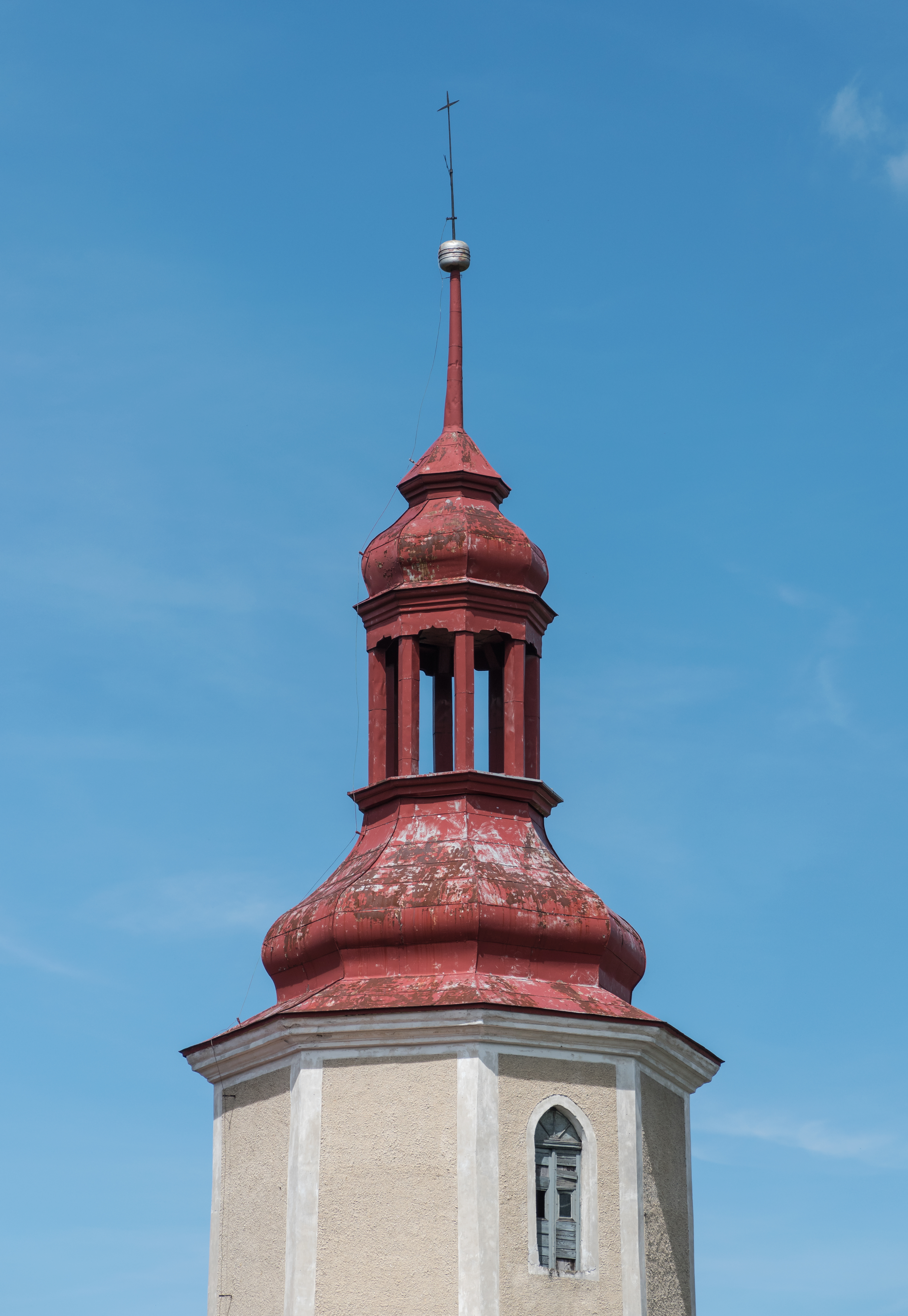
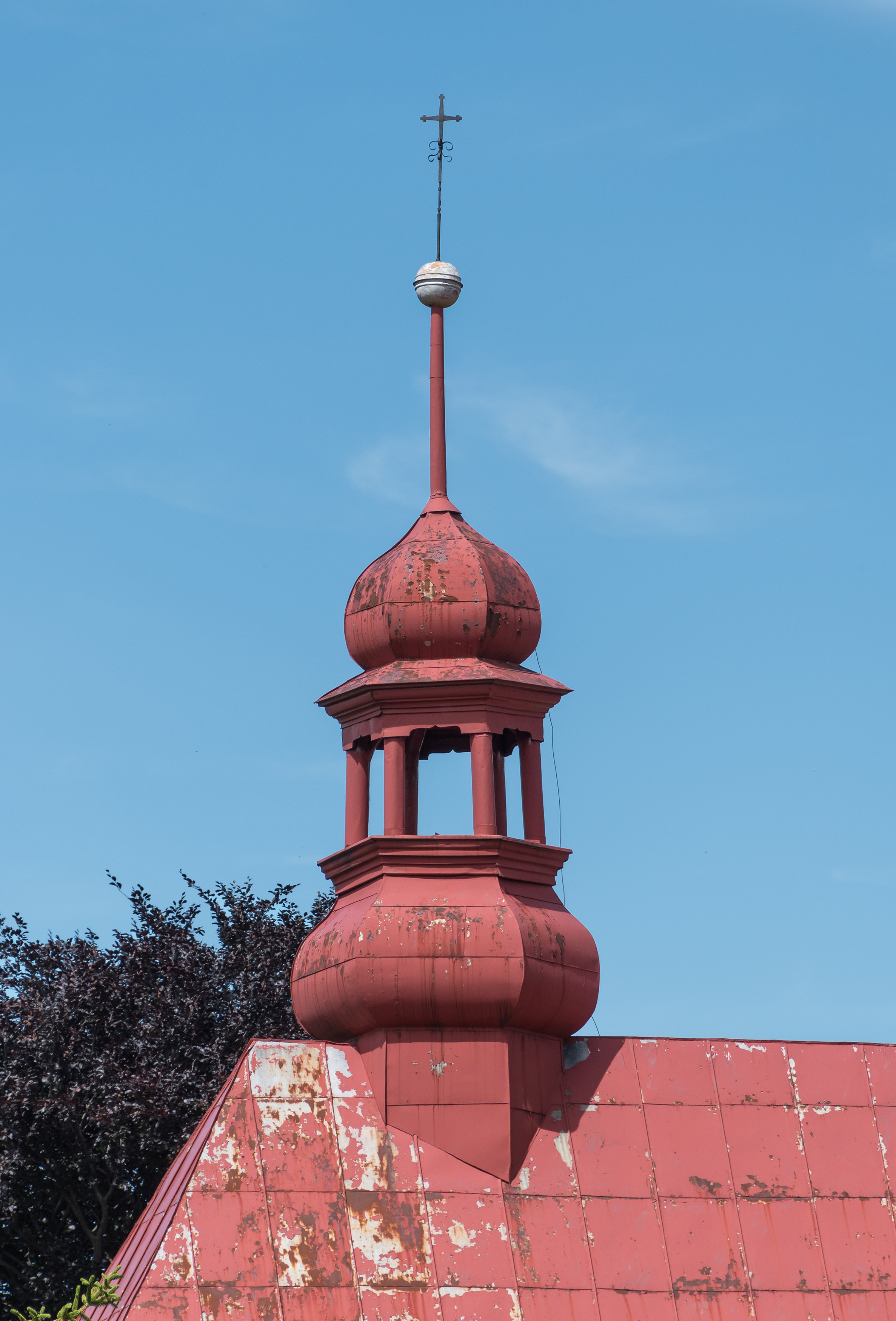